# Paralelo 49 N

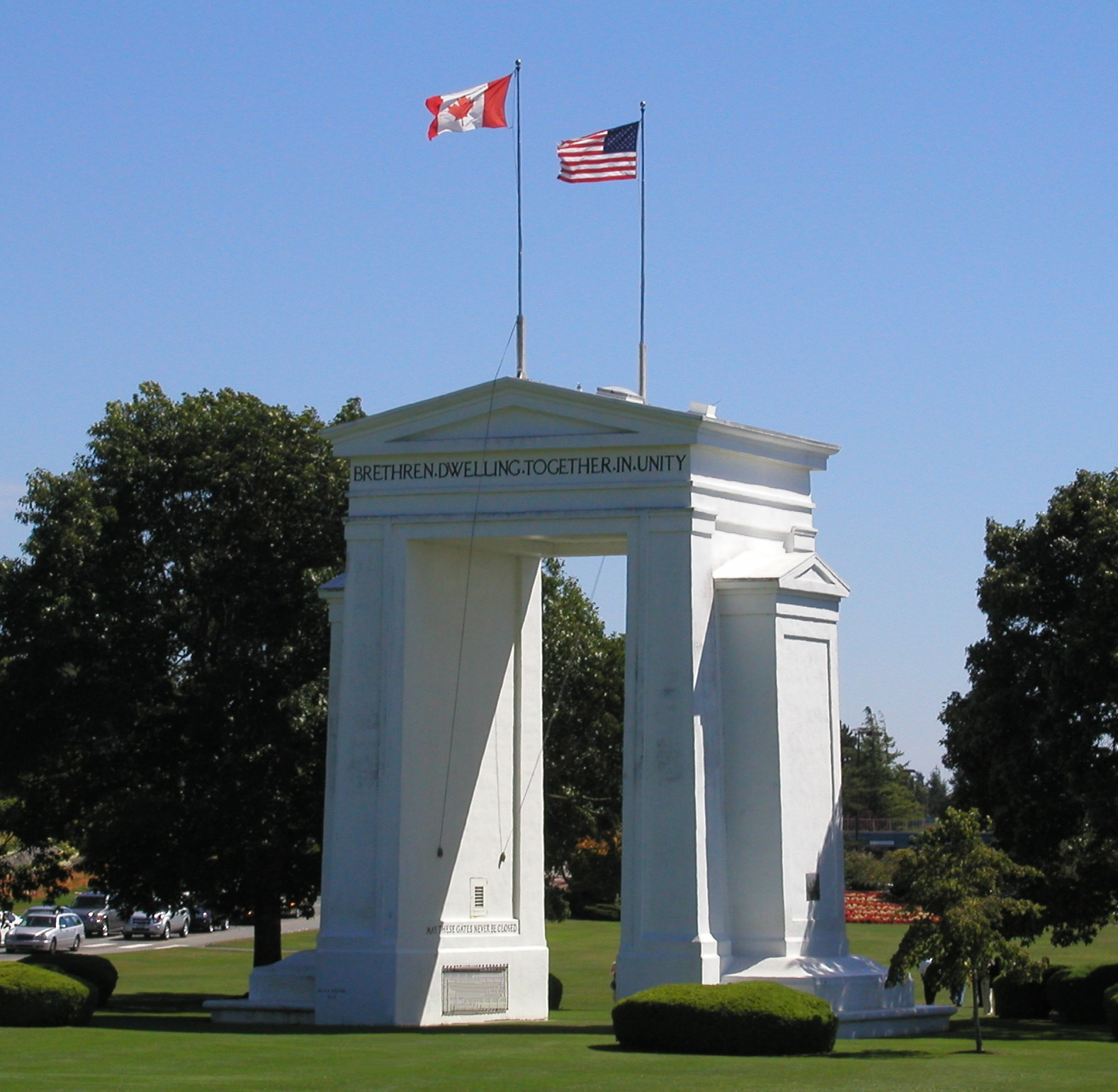
O Arco da Paz, na fronteira entre Surrey, Colúmbia Britânica, e Blaine, Washington.

O Paralelo 49 N é um paralelo no 49° grau a norte do plano equatorial terrestre. O paralelo 49º N define grande parte da fronteira Canadá-Estados Unidos desde Manitoba até a Colúmbia Britânica no lado do Canadá e de Minnesota a Washington no lado dos Estados Unidos, ou do lago dos Bosques até o estreito de Geórgia. Seu uso como fronteira internacional é o resultado da Convenção anglo-americana de 1818 e do Tratado de Oregon de 1846.

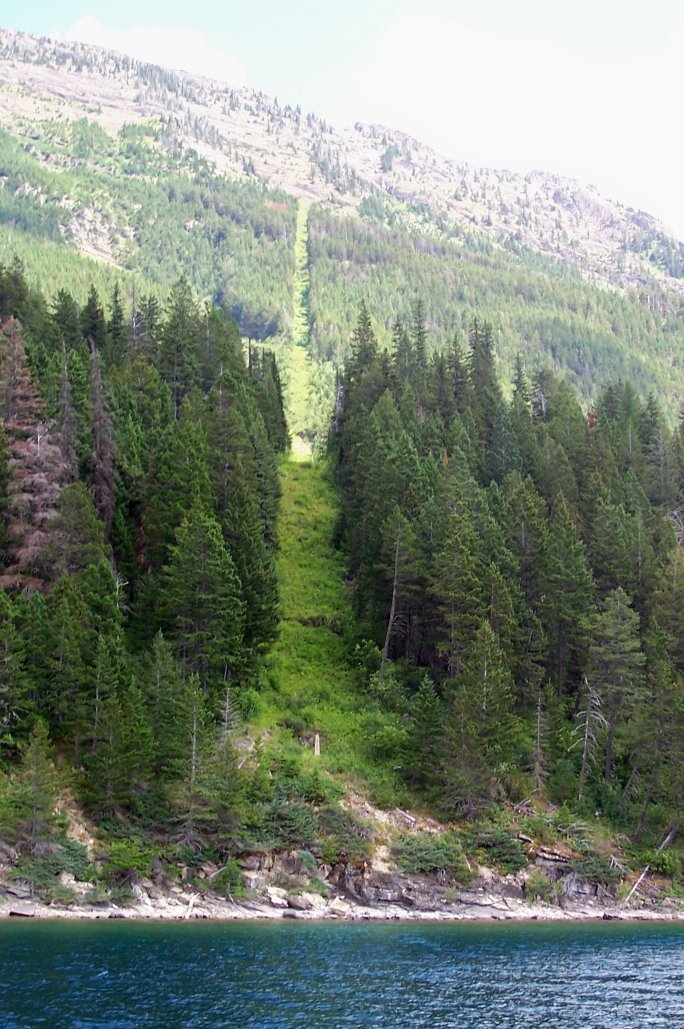
O paralelo 49 N no lago Waterton.

## Cruzamentos
Começando pelo Meridiano de Greenwich e tomando a direção leste, o paralelo 49° Norte passa por:
| País, território ou mar           | Notas |
| --------------------------------- | --- |
| França                            | Paris, Aeroporto de Paris-Charles de Gaulle |
| Alemanha                          | Renânia-Palatinado, Baden-Württemberg e Baviera |
| Chéquia                           | |
| Áustria                           | Cerca de 5 km |
| Chéquia                           | |
| Eslováquia                        | Passa em Prešov |
| Ucrânia                           | |
| Rússia                            | |
| Cazaquistão                       | |
| China                             | |
| Mongólia                          | |
| China                             | |
| Rússia                            | |
| Estreito da Tartária              | |
| Rússia                            | Ilha Sacalina |
| Mar de Okhotsk                    | Passa entre as ilhas Kharimkotan e Ekarma, ilhas Curilhas, Rússia |
| Oceano Pacífico                   | |
| Canadá                            | Ilha Vancouver, Colúmbia Britânica |
| Estreito de Geórgia               | |
| Fronteira Canadá-Estados Unidos / | Colúmbia Britânica / Washington Colúmbia Britânica / Idaho Colúmbia Britânica / Montana Alberta / Montana Saskatchewan / Montana Saskatchewan / North Dakota Manitoba / Dakota do Norte Manitoba / Minnesota |
| Lago dos Bosques                  | |
| Canadá                            | Ontário Quebec, passa pelo Rio São Lourenço |
| Golfo de São Lourenço             | |
| Canadá                            | Ilha da Terra Nova, Terra Nova e Labrador |
| Oceano Atlântico                  | |
| Canal da Mancha                   | Golfo de Saint-Malo |
| França                            | |